# Macastre
Macastre település Spanyolországban, Valencia tartományban. Macastre Alborache, Dos Aguas és Yátova községekkel határos. Lakosainak száma 1475 fő (2024).

## Népesség
A település népessége az utóbbi években az alábbiak szerint változott:
| Lakosok száma | 1068 | 1137 | 1299 | 1331 | 1308 | 1262 | 1236 | 1283 | 1387 | 1475 |
|               | 2001 | 2004 | 2007 | 2009 | 2012 | 2014 | 2017 | 2019 | 2022 | 2024 |